# Мелиховская улица
Ме́лиховская улица — небольшая улица на севере Москвы в районе Бибирево Северо-восточного административного округа, между улицами Лескова и Корнейчука.

## История
Названа в 1976 году по селу Мелихово Чеховского района Московской области, где в 1892—1899 годах жил писатель Антон Павлович Чехов. Ранее существовавшая Мелиховская улица в посёлке Лианозово упразднена.

## Расположение
Единой проезжей части не имеет. Нумерация домов (чётная) начинается от улицы Лескова и продолжается после Белозерской улицы. Такая особенность связана с планами транспортного выхода на улицу Лескова, однако по состоянию на конец 2014 года вопрос, будут ли реализованы эти планы, остаётся открытым. По планируемой трассе улицы организована и благоустроена в 2014 г. зона отдыха.

## Учреждения и организации
- Дом 3 — магазин «Пятёрочка».
- Центр госуслуг района Бибирево (д. 4 А)[3]